# Kosel (Ohrid)
Kosel (en macédonien Косел) est un village du sud-ouest de la Macédoine du Nord, situé dans la municipalité d'Ohrid. Le village comptait 586 habitants en 2002.

## Démographie
Lors du recensement de 2002, le village comptait :
- Macédoniens : 576
- Serbes : 6
- Autres : 4